# Trichopria oxygaster
Trichopria oxygaster is een vliesvleugelig insect uit de familie van de Diapriidae. De wetenschappelijke naam van de soort is voor het eerst geldig gepubliceerd in 1965 door Masner.